# مورتون، دورست
مورتون (به انگلیسی: Moreton) یک روستا و محله مدنی در بریتانیا است که در Purbeck واقع شده‌است. مورتون ۳۷۳ نفر جمعیت دارد.